# Tserendonoin Sandschaa
Tserendonoin Sandschaa (mongolisch Цэрэндонойн Санжаа, englisch Tserendonoin Sanjaa; * 7. November 1936 in Charchorin; † 22. April 2019) war ein mongolischer Ringer.

## Karriere
Tserendonoin Sandschaa nahm an den Olympischen Spielen 1964 in Tokio teil.